# Takemikadzuchi
Takemikadzuchi ou ainda Takemikadzuchio  (建御雷之男神 em japonês)é um personagem da mitologia japonesa. É venerado no santuário Kashima Jinguu na província de Ibaraki.
O nascimento de Takemikadzuchi se dá quando Izanagi corta o pescoço de Kagutsuchi com a espada Totsuka no Tsurugi. Takemikadzuchi é um dos três deuses que nascem quando o sangue de Kagutuschi espirra numa rocha.
Takemikadzuchi ajuda na conquista do Ashihara no Nakatsu Kuni ao vencer Takeminakata. Esta batalha é descrita como a origem do sumo